# قانون حماية التراث في تينيسي
قانون حماية التراث في تينيسي صدر في عام 2013 في تينيسي الولايات المتحدة، وتم تعديله في 2016 و2018. يحظر القانون إزالة أو نقل أو إعادة تسمية أي نصب تذكاري موجود أو موجود في ممتلكات عامة دون إذن (تنازل). يتطلب الإذن موافقة ثلثي أعضاء مجلس الإدارة المكون من 29 عضوًا في اللجنة التاريخية لولاية تينيسي، يتم تعيين 24 من أعضائها من قبل الحاكم والباقي بحكم المنصب. الغرض من القانون هو منع إزالة النصب التذكارية الكونفدرالية من الأماكن العامة في ولاية تينيسي. كما ذكرت صحيفة نيويورك تايمز يُظهر القانون «نية صريحة لمنع البلديات في ولاية تينيسي من هدم النصب التذكارية الكونفدرالية».
في عام 2018 بسبب نقل ممفيس لملكية تماثيل روبرت إي لي وناثان بيدفورد فورست كوسيلة لإزالتها، يحظر تعديل على القانون على البلديات بيع أو نقل ملكية النصب التذكارية دون إذن. التعديل أيضًا «يسمح لأي كيان أو مجموعة أو فرد له مصلحة في نصب تذكاري أن يطلب أمرًا قضائيًا للحفاظ على النصب التذكاري المعني».
بموجب القانون، اعتبارًا من أغسطس 2020 سمح مجلس لجنة تينيسي التاريخية بإزالة ونقل العديد من آثار الحرب العالمية الثانية في تشاتانوغا، ووافق على بيع عدة أفدنة من منزل سام ديفيس التاريخي في سميرنا من أجل التنمية التجارية. عُرف ديفيس باسم «بطل الكونفدرالية». استمعت اللجنة إلى ما مجموعه أربع حالات، واحدة منها كانت طلب ممفيس لإزالة تمثال ناثان بيدفورد فورست.
في عام 2018 أقرت لجنة تينيسي التاريخية بأن عضوًا واحدًا (القاضي ديفيد تيبتون) ينتمي أيضًا إلى أبناء قدامى المحاربين الكونفدرالية. قال مكتب عمدة ممفيس إنه اعتبارًا من 2016 كان هناك العديد من الأشخاص الذين ينتمون إلى كلتا المنظمتين.